# (5997) Dirac
(5997) Dirac est un astéroïde de la ceinture principale.

## Description
(5997) Dirac est un astéroïde de la ceinture principale. Il fut découvert par Antonin Mrkos le 1er octobre 1983 à l'observatoire Klet'. Il présente une orbite caractérisée par un demi-grand axe de 2,2 UA, une excentricité de 0,17 et une inclinaison de 7,55° par rapport à l'écliptique.
Il fut nommé en hommage au physicien théorique Paul Adrien Maurice Dirac (1902-1984), britannique d'origine suisse et française.

## Compléments